# ميخائيل زادورنوف
ميخائيل زادورنوف (بالروسية: Михаи́л Никола́евич Задо́рнов) (مواليد 21 يوليو 1948 في يورمالا - 10 نوفمبر 2017)، هو كوميدي روسي، متخصص بمجال الستاند أب كوميدي. اشتهر بإقامة حفلاته الكوميدية وبثها عبر التلفاز على قنوات روسيا الإتحادية. توقف عن العمل بعد إصابته بسرطان الدماغ سنة 2016، وتوقف لاحقاً عن العلاج لعدم رغبته بذلك.

## وصلات خارجية
- الموقع الرسمي
- ميخائيل زادورنوف على موقع IMDb (الإنجليزية)
- ميخائيل زادورنوف على موقع قاعدة بيانات الفيلم (الإنجليزية)
- ميخائيل زادورنوف على موقع كينوبويسك (الروسية)